# (4259) McCoy
(4259) McCoy (1988 SB3) – planetoida z pasa głównego asteroid okrążająca Słońce w ciągu 4,93 lat w średniej odległości 2,89 j.a. Odkryta 16 września 1988 roku.